# Heinrich Kley
Heinrich Kley (ur. 15 kwietnia 1863 w Karlsruhe, zm. 8 lutego 1945 w Monachium) – niemiecki grafik, rysownik, ilustrator i malarz.
W latach 1880–1885 studiował w Akademii Sztuk Pięknych w Karlsruhe, pod kierunkiem malarza Ferdinanda Kellera.
Początkowo zajmawał się głównie malarstwem, także monumentalnym, z biegiem czasu poświęcając się głównie rysunkowi i ilustracji. Zaprojektował w technice akwareli cykl pocztówek z widokami niemieckich miast, oraz cykl akwareli o tematyce industrialnej na zamówienie koncernu Kruppa. Współpracował z monachijskim tygodnikiem satyrycznym Simplicissimus.
Znaczna część jego rysunków piórkiem przedstawia dziwny świat fantazji, zaludniony przez olbrzymy, centaury, nimfy, harpie i antropomorficzne zwierzęta. Wiele prac ma podteksty erotyczne, satyryczne lub tragikomiczne.
Miłośnikiem twórczości Klaya był Walt Disney, co znalazło odzwierciedlenie w jego filmach animowanych, m.in. w pełnometrażowej Fantazji.